# Arciconfraternita di Parte Guelfa

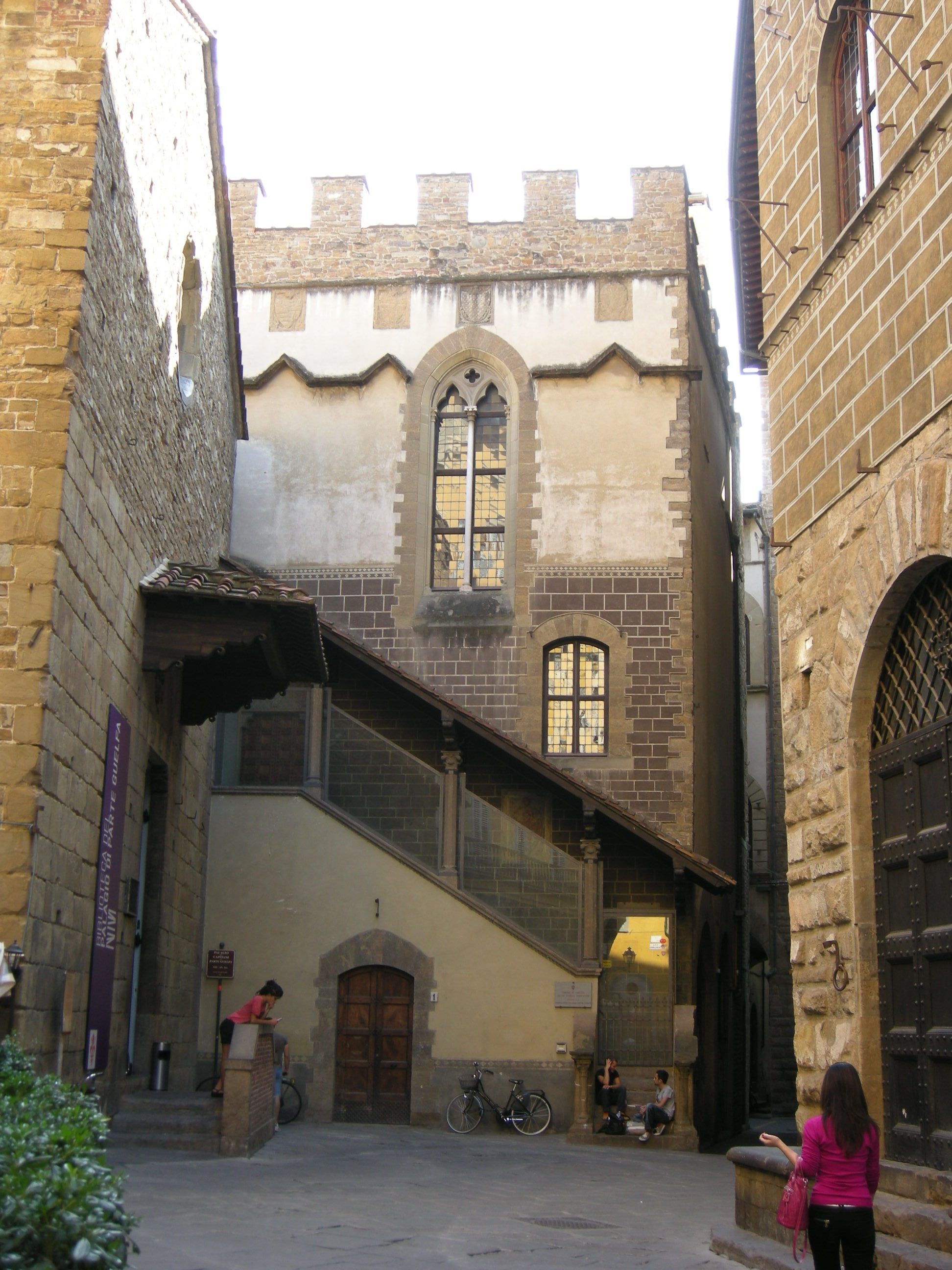
Il palagio dei Capitani di Parte Guelfa, storica sede della Parte Guelfa in Firenze

L'Arciconfraternita di Parte Guelfa (Ordo Partis Guelfae), lett. "Sodalizio dei Cavalieri di Parte Guelfa di Firenze", era inizialmente denominata Societas Partis Ecclesiae, riattivata dal 2015 come organizzazione di volontariato per la salvaguardia ambientale, era sorta come partito di fondazione pontificia, formalmente istituito dal beato papa Clemente IV nel 1266, con funzioni inizialmente militari, poi politico-amministrative per la gestione dei fiumi, del contado e delle strutture difensive, e di magistratura dotata di potere giurisdizionale prima della Repubblica di Firenze e poi del Granducato di Toscana. Fu privata delle proprie funzioni con il motu proprio granducale di Pietro Leopoldo I di Toscana del 22 giugno 1769, ma mai formalmente soppresso dall'autorità pontificia.
In epoca contemporanea è stata riattivata con lo status di organizzazione di volontariato così come previsto dalle vigenti normative per tutti i consessi cavallereschi aventi sede nel territorio nazionale con la denominazione di Arciconfraternita di Parte Guelfa - Ordo Partis Guelfae, con atto pubblico del 25 marzo 2015, ricorrenza dell'antico Capodanno fiorentino, in virtù dell'antico possesso di stato giuridico in Firenze, con la benedizione del cardinale arcivescovo Gualtiero Bassetti, presidente della Conferenza Episcopale Italiana, e con l'approvazione statutaria di Dario Nardella, sindaco della città. La Parte Guelfa, grazie all'approvazione del nuovo statuto da parte dell'istituzione comunale avvenuta il 26 luglio 2015, è quindi nuovamente attiva e si occupa in via preminente di salvaguardia ambientale e di tutela delle tradizioni storiche e culturali, ivi incluse le attività equestri legate alle antiche manifestazioni fiorentine come il Calcio storico, la Giostra del Giglio, la Giostra di Madonna Libertà, il Palio dei Cocchi, la Fiorente, lo Scoppio del carro ed altre. I membri dell'Arciconfraternita Parte Guelfa sono denominati Confratelli e Consorelle.
Il governo dell’Arciconfraternita è affidato al Console Luciano Artusi, autore e grande storico delle tradizioni fiorentine, al Governatore Franco Lucchesi, già presidente dell'Opera di Santa Maria del Fiore, dell'Automobile Club d'Italia e di Cinecittà, e al Consiglio di Credenza di Parte Guelfa, i cui consiglieri in carica, sono attualmente il Capitano Generale Andrea Claudio Galluzzo, imprenditore, avvocato, accademico e archeologo, ed i Capitani Gabriele Malquori, Luca Amerighi, Tommaso Conforti Werner e Marco Crisci.
Il 21 gennaio 2021 lo Statuto della Parte Guelfa è stato adeguato alla nuova disciplina degli Enti del Terzo Settore, optando per la forma di Organizzazione di Volontariato ai sensi dell’articolo 32 e seguenti del D. Lgs. 3 luglio 2017 n.117 (Codice del Terzo Settore),

## Storia

### Origini
La "Parte Guelfa", cioè il partito guelfo, compose lo schieramento di cavalieri di Firenze e di altre città italiane che, nel corso del XIII secolo, si scontrarono coi Ghibellini in numerose battaglie, tra le quali si ricordano quella di Montaperti, quella di Campaldino, alla quale partecipò nel 1289 un giovane Dante Alighieri come feditore a cavallo, e quella di Benevento (26 febbraio 1266), nella quale si ebbe la definitiva vittoria guelfa-angioina sui ghibellini-svevi. Il pontefice Clemente IV concesse allora le proprie insegne alla Parte Guelfa (che infatti da allora adottò lo stemma dei francesi Foucois, famiglia del papa: d'argento, all'aquila di rosso brancante un drago verde) ed eresse la stessa a ordine cavalleresco. Unica istituzione fiorentina, assieme alla Signoria, a possedere propri sigilli, gli originali dei quali sono tutt'oggi conservati a Firenze presso il Museo Nazionale del Bargello, mentre una copia fedele è attualmente in uso all'Ordine.
A Firenze vennero nominati tre Capitani di Parte Guelfa, che stavano in carica due mesi ed essenzialmente si occupavano di disporre di tutto quello che era stato confiscato ai Ghibellini, soprattutto i numerosi immobili, ora distrutti, ora riconvertiti. Facendosi una solida esperienza in campo patrimoniale, ai Capitani di Parte Guelfa venne poi affidata la manutenzione delle fortificazioni, degli edifici pubblici e della viabilità della città, incarico che tennero per più di cinque secoli.
Dalla Cronica di Giovanni Villani sappiamo che nel 1267 la Parte Guelfa non possedeva ancora una propria sede e svolgeva le proprie riunioni nella chiesa di Santa Maria sopra Porta. In un'area contigua alla chiesa fu edificato, nei primi decenni del XIV secolo, il nucleo originario del "palagio dei Capitani di Parte Guelfa", poi ampliato e modificato nel corso degli anni fino a occupare l'intero isolato con un complesso edilizio molto articolato. La costruzione trecentesca era costituita da una sala di riunione posta al di sopra di cinque botteghe al piano terra e raggiungibile con una scala esterna in pietra.
Dopo la fine dei conflitti tra le fazioni guelfa e ghibellina, la Parte Guelfa abbandonò gradualmente i propri compiti militari, fino all'emanazione, nel 1549, della Legge dell'Unione (motu proprio granducale del 18 settembre 1549) da parte del Granduca di Toscana Cosimo I de' Medici, che le affidò i nuovi compiti di cura e controllo del contado, dei territori dello stato granducale, degli argini dei fiumi, dei ponti e delle mura, incorporando nella magistratura dei Capitani di Parte Guelfa anche l'autorità degli Ufficiali dei Fiumi, nonché i poteri delle precedenti magistrature degli Ufficiali della Torre e dei Signori di tutte le gabelle, dei beni dei ribelli, delle mulina, del mare e delle vie, ponti e mura. Importanti documenti di questa attività sono giunti fino a noi, tra i quali le note mappe dei Capitani di Parte Guelfa.
La funzione di magistratura in tema di dispute territoriali e di ufficio preposto allo studio, alla tutela ed alla pianificazione del territorio toscano, permane fino al motu proprio granducale di Pietro Leopoldo di Lorena del 22 giugno 1769, con il quale viene effettuata una riforma degli apparati burocratici dello Stato e delle sue magistrature, anche al fine di uniformarne i giudizi in tutto il territorio: gli uffici suddivisi tra “Tribunale e Magistrato dei Capitani della Parte [Guelfa], Ufiziali dei Fiumi, Tribunale dei Nove, e delle Congregazioni”, vengono unificati sotto un nuovo “magistrato con tutti i poteri e prerogative dei Tribunali supremi, col nome di Camera delle Comunità, Luoghi, Strade e Fiumi che sarà composto da tre giureconsulti” che entra in funzione dal 1º settembre 1769 formando “un solo Corpo e una sola Magistratura”. Allo svuotamento delle funzioni, segue lo spossessamento dei beni, ed anche il Palagio dei Capitani di Parte Guelfa viene incamerato dal demanio granducale, per poi passare al Regno d'Italia dopo il plebiscito del 1860 e, da questo, assieme ad altri beni tra i quali Palazzo Vecchio, al Comune di Firenze quale risarcimento all'atto del trasferimento della capitale d'Italia da Firenze a Roma nel 1871.
Ne segue un lungo periodo di oblio.
Nel frattempo, nei primi decenni del '900, vengono recuperate alcune antiche tradizioni fiorentine che si erano sopite nel tempo, come quella dell'antico gioco del Calcio, e viene istituito il Corteo Storico della Repubblica Fiorentina sotto l'amministrazione dell'Ufficio feste e tradizioni popolari del Comune di Firenze. Oltre ad essere dotati di costumi, armi ed armature rinascimentali, in ricordo della famosa "partita dell'assedio" del 17 febbraio 1530, i gruppi del Corteo Storico erano talvolta impreziositi dalla presenza di nobili a cavallo. Questo ha portato, all'inizio del XXI Secolo, alla volontà di dotare nuovamente il Corteo, in forma stabile, di un gruppo di cavalleria. Da qui, l'atto pubblico del 25 marzo 2015 con il quale la Parte Guelfa riceveva una delle forme giuridiche attualmente ammesse dall'ordinamento della Repubblica Italiana, ovvero quella di Arciconfraternita - associazione di volontariato, con l'approvazione statutaria del Sindaco di Firenze, l'assegnazione del Palagio di Parte Guelfa quale sede legale e l'inserimento ufficiale del gruppo Cavalleria Fiorentina nel Corteo Storico.
Nuovo ed ulteriore impulso alla ripresa delle attività della Parte Guelfa, è stata l'emanazione nel 2015 dell'enciclica Laudato si' di Papa Francesco, nella quale il Sommo Pontefice della Chiesa Cattolica esortava, riprendendo l'opera di San Francesco d'Assisi, tutti i credenti a rispettare, proteggere e custodire il Creato, dono di Dio, per tramandarlo quanto più possibile intatto alle future generazioni. Da qui la ripresa delle attività di salvaguardia ambientale e tutela del territorio, che la Parte Guelfa aveva già esercitato per secoli su incarico di Cosimo I.

### Sviluppi contemporanei
La Parte Guelfa, nata come magistratura, ovvero istituzione politica, e già organizzata come confraternita cavalleresca nel XIII secolo, è divenuta, nel XXI secolo, un'organizzazione di volontariato fondata sui sentimenti di carità e sui rapporti fraterni tra i propri membri, per realizzare le proprie attività attraverso una rete nazionale ed internazionale di Luogotenenze, Collegi e Balivati. L'Arciconfraternita conta sedi in quasi tutte le regioni d'Italia e all'estero in Europa, Asia, Africa, America e Oceania.
L'organico è articolato in Reggimenti, suddivisi in Squadroni, a seconda dei principali settori di competenza: salvaguardia ambientale, tutela delle tradizioni, attività spirituali.
Onorando l'incarico conferitole da Cosimo I de' Medici nel 1549 con la Legge dell'Unione, Parte Guelfa si adopera oggi, in via preminente, per la protezione delle risorse naturali e paesaggistiche attraverso un vasto e costante servizio di salvaguardia ambientale. Le attività di monitoraggio ambientale sono svolte attraverso i volontari, appositamente formati, degli Squadroni Dragoni ed Esploratori.
Preziosa testimonianza dell'antica funzione di controllo e gestione del territorio granducale esercitata da Parte Guelfa sono le note Mappe dei Capitani di Parte Guelfa che furono elaborate fra il 1580 e il 1595.
Grande energia viene profusa anche nella valorizzazione delle tradizioni popolari con speciale attenzione alle espressioni tradizionali cristiane, ove Parte Guelfa si adopera per la custodia delle istituzioni ecclesiastiche. Rilevante inoltre l'impegno dedicato alle tradizioni equestri tra le quali spiccano la Fiorente, magnifica cavalcata urbana fiorentina, la Giostra del Giglio e la Giostra di Madonna Libertà disputate ogni anno nello splendido scenario di Piazza Santa Croce ed a quelle civili, tra le quali si segnalano l'Incoronazione del Marzocco e la Festa delle Insegne.
L'opera prestata dai membri della Parte Guelfa è su base volontaria e gratuita.
Il 12 luglio 2021, a suggello delle attività sociali e pastorali prestate, il Vescovo di Pistoia Mons. Fausto Tardelli, competente per la sede ecclesiastica della Parte Guelfa ubicata nella Cappella di San Lodovico in Serravalle Pistoiese, con decreto vescovile ha eretto al rango di associazione pubblica di fedeli la Compagnia di San Lodovico di Tolosa e della Parte Guelfa.

## Insegne
Lo stemma della Parte Guelfa è rappresentato in molti edifici storici di Firenze (Palazzo Vecchio, Palazzo del Bargello, Palagio dei Capitani di Parte Guelfa, Cattedrale di Santa Maria del Fiore, Basilica Santuario della Santissima Annunziata, ecc.) e di molte altre città tra le quali Pistoia e Scarperia.

## Privilegi e gerarchie
Originata da una magistratura marziale, Parte Guelfa era costituita come ordine gerarchicamente strutturato e, unica accanto alla Signoria, possedeva sigilli propri e l'autorità di creare cavalieri in Firenze. I sigilli originali sono tuttora custoditi nel Museo Nazionale del Bargello a Firenze. 
L'Arciconfraternita attuale, costituita ed organizzata in forma di Organizzazione di Volontariato ai sensi dell’articolo 32 e seguenti del D. Lgs. 3 luglio 2017 n.117, “Codice del Terzo Settore”, rappresenta il Comune di Firenze per gli eventi di cerimoniale a cavallo, come gruppo Cavalleria nell'ambito del Corteo Storico della Repubblica Fiorentina, nonché per i servizi d'onore durante udienze e ricevimenti ecclesiastici e per svolgere, ove richiesto, attività di protezione di personalità religiose.

## Patrono
La Parte Guelfa ha come santo patrono Ludovico (o Lodovico) d'Angiò, vescovo di Tolosa, erede al trono angioino che rinunciò a privilegi e ricchezze per abbracciare l'Ordine dei Frati Minori di San Francesco.
Le attività pastorali e di culto della Parte Guelfa sono svolte sotto la guida di un vescovo, denominato Priore generale, e di un assistente ecclesiastico, denominato Cappellano maggiore.

## Sedi
L'Arciconfraternita ha sede istituzionale presso il palagio dei Capitani di Parte Guelfa, in piazza di Parte Guelfa 1 a Firenze, ove annualmente si svolgono le solenni investiture degli Aspiranti Cavalieri e Dame. Compie le proprie celebrazioni liturgiche presso le rettorie di Orsanmichele e di San Carlo. Le celebrazioni dedicate al santo patrono Lodovico di Tolosa si tengono presso la cappella a lui dedicata, adiacente alla pieve di Santo Stefano a Serravalle Pistoiese, unico Comune in Italia ad avere quale patrono San Lodovico d'Angiò. Dal 2015 palazzo Borgherini-Rosselli Del Turco, in Borgo Santi Apostoli a Firenze, è la sede didattica dove, oltre ai corsi formativi annuali, realizza anche le adunanze generali. Dal 2016 l'ippodromo del Visarno nel Parco delle Cascine, è divenuto la sede operativa con le scuderie assegnate in uso alla Parte Guelfa.

### Fonti
- Compagni, Dino (1324), Cronica delle cose occorrenti ne' tempi suoi
- Villani, Giovanni (1348), Nova Cronica
- Bruni, Leonardo (1415), Historiae Florentini populi
- Artusi, Luciano (2005), Le arti e i mestieri di Firenze
- Ficozzi, dott. Claudio - Notaio (2015), atto pubblico repertorio 15974, fascicolo 9042, del 25/03/2015
- Tardelli, mons. Fausto (2021), decreto vescovile della Diocesi di Pistoia per l'erezione della Compagnia di San Lodovico e della Parte Guelfa.

### Studi
- Benzi, Sara [e] Bertuzzi, Luca  (2006), Il Palagio di Parte Guelfa a Firenze, Firenze, Firenze University Press.
- Cardini, Franco (1994), Storie fiorentine, Firenze, Loggia de' Lanzi.
- Barbero, Alessandro (1983), Il mito angioino nella cultura italiana e provenzale fra Duecento e Trecento, Torino, Deputazione Subalpina di Storia Patria.